# 京都さくらよさこい
京都さくらよさこい（きょうとさくらよさこい）は、京都市役所前広場を中心に、2日間に渡って行われる近畿地方最大級のよさこい祭り。通称「サクヨサ」。

## 概要
2005年4月、京都市内の大学生が集まり、鴨川の河川敷で毎年 開催されている「鴨川さくらまつり」の企画の一環として、「第一回京都さくらよさこい」が開催された。
その後鴨川さくらまつりから独立し、第六回では165チームが参加した。毎年、4月上旬に開催されている。
2011年開催の第七回は東日本大震災を受け、5月に延期開催され、被災地支援の募金活動が行われた。

## 参加チーム・観客数
- 第一回
  - 会場：2
  - 参加チーム数：13
  - 観客数：3,000

- 第二回
  - 会場：3
  - 参加チーム数：26
  - 観客数：20,000

- 第三回
  - 会場：5
  - 参加チーム：58
  - 観客数：60,000

- 第四回
  - 会場：4
  - 参加チーム数：90
  - 観客数：62,000

- 第五回
  - 会場：7
  - 参加チーム数：98
  - 観客数：90,000

- 第六回
  - 会場：8
  - 参加チーム数：165
  - 観客数：203,500

- 第七回
  - 会場：3
  - 参加チーム数：71
  - 観客数：35,000
    - 東日本大震災のため、延期・縮小開催。

第八回以降は不明